# Antoine d'Aquin
Louis Henri Antoine d'Aquin (Parigi, 1629 – Vichy, 17 maggio 1696) è stato un medico e chirurgo francese.

## Biografia
Suo nonno era Mordecai Cresque (c. 1576 - 1650), figlio di un rigattiere ebreo di Carpentras, che era stato cacciato dalla sua sinagoga ed aveva deciso quindi di trasferirsi in Italia dove si era convertito al cristianesimo, venendo battezzato ad Aquino (da cui il cognome) e ricevendo il nome di Filippo. Il figlio di Mordecai e padre di Antoine, Louis Henri Thomas (Avignone, 1602 - Parigi, 1673), studiò medicina e divenne medico della regina Maria de Medici, venendo nominato cavaliere nel 1669.
Louis Henri Antoine compì i propri studi di medicina a Montpellier dove si laureò nel 1648. Tornato a Parigi dove il padre era medico personale del re, lo affiancò in questa attività. Nel 1660 venne nominato medico personale della regina madre e sette anni più tardi venne nominato medico personale del delfino di Francia. Venne nominato cavaliere come suo padre. Godendo del favore di Madame de Montespan, conquistò l'incarico di protomedico del re alla morte di Vallot nell'aprile del 1672. Malgrado questa nuova posizione, pare che egli non brillasse di grandi capacità e si opponeva in continuazione a tutte le innovazioni della medicina moderna, continuando a prescrivere suffumigi e impacchi per curare semplici febbri. Si oppose anche al chirurgo Charles-François Félix sul trattamento della fistola anale del re che egli consigliava di trattare con impacchi e lavaggi anziché ricorrere alla chirurgia. Cadde in disgrazia nel 1693 e gli venne preferito il suo rivale Fagon.
Per via della sua ambizione e della sua avidità, d'Aquin si era fatto tra l'altro molti nemici e Saint-Simon ha lasciato di lui un ritratto poco lusinghiero: "Fu un grande cortigiano, ma ricco e avido. Continuava a chiedere pensioni, abbazie e vescovadi per i membri della sua famiglia; il suo incarico costava 45 000 livres l'anno, il che gli permise di acquistare la contea di Jouy-en-Josas e l'incarico di sovrintendente ai bagni, alle acque termali ed alle fonti mediche della Francia". Fu uno dei personaggi che ispirarono Molière nella creazione dei personaggi de Il malato immaginario.